# Rada Kaukaska
Rada Kaukaska (niem. Kaukasische Rat, ros. Кавказский совет) – kolaboracyjna organizacja kaukaska pod koniec II wojny światowej
1 lipca 1944 r. w hotelu "Alter Fritz" w Poczdamie z inicjatywy prof. Gerharda von Mende, szefa wydziału ds. Kaukazu i Turkiestanu Ministerstwa Rzeszy do Spraw Okupowanych Terytoriów Wschodnich Alfreda Rosenberga, odbył się "Dzień wyzwolenia Kaukazu". Przybyli na niego członkowie Gruzińskiego, Armeńskiego i Azerbejdżańskiego Sztabów Połączonych oraz Północnokaukaskiego Komitetu Narodowego. W celu koordynacji ich działań postanowiono utworzyć Radę Kaukaską. Dopiero 13 grudnia tego roku w kolaboracyjnej gazecie gruzińskiej "Sakartwelo" został opublikowany artykuł pt. "O jedności narodów kaukaskich", wzywający do przyspieszenia prac nad powołaniem Rady Kaukaskiej. W tym celu powstała komisja składająca się z Michaiła Kediji, A. Alibekowa, Armika Dżamaliana i Alichana Kantemira. Radę utworzono 12 lutego 1945 r. Jej celem było zjednoczenie, koordynacja i kierowanie wszystkimi działaniami prowadzącymi do odzyskania niepodległości przez narody Kaukazu. Prace Rady sparaliżowały jednak sprzeczne interesy przedstawicieli poszczególnych narodów, w związku z czym przed zakończeniem wojny nie zdołała ona rozwinąć szerszej działalności.